# 玻利瓦爾市 (蘇克雷州)

玻利瓦爾市（西班牙語：Municipio Bolívar），是委內瑞拉的一個市，位於該國北部蘇克雷州，首府設於馬里圭塔爾，始建於1713年，面積211平方公里，2006年人口21,886，人口密度每平方公里103.73人。